# Туелв Гърлс Бенд
„Туелв Гърлс Бенд“ (на опростен китайски: 女子十二乐坊, традиционен китайски: 女子十二樂坊, пинин: Nǚzǐ shí'èr Yùefǎng, понякога съкращаван до 女樂 или 女乐) е китайска музикална група, изцяло съставена от жени. В превод името означава „Оркестър от 12 момичета“. Съставена е от 12 членки до включването на 13-а жена.
Групата използва традиционни китайски инструменти при изсвирването на традиционна китайска и западна музика. Сформирана е на 18 юни 2001 година. Жените са подбрани след прослушване на над 4000 кандидати. Всяка от тях е с класическо музикално образование, а членовете на оркестъра са продукт на различни консерватории в Китай, включително Китайската музикална академия, Китайския национален оркестър и Централната музикална консерватория.

## Членове
- Ерху
- Пипа
- Зонгруан
- Дизи
- Яангкин
- Гузенг
- Дуксиянкин

## Дискография

### Студийни албуми (оригинални)
- Meili Yinyuehui (2001)
- Joshi Juni Gakubou – Beautiful Energy (2003)
- Kikou – Shining Energy (2004)
- Eastern Energy (2004)
- Tonkou – Romantic Energy (2005)
- Romantic Energy (2005)
- Shanghai (2007)

### Студийни албуми (кавъри)
- Red Hot Classics (2004)
- Tribute to Wang Luobin (2004)
- Merry Christmas To You (2005)
- The Best of Covers (2005)
- White Christmas (2005)
- Twelve Girls of Christmas (2005)

### Компилации
- Freedom: Greatest Hits (2004)
- The Best of 12 Girls Band (2006)

### Live албуми
- Kiseki/Miracle Live (2003)
- Twelve Girls Band Live at Budokan Japan 2004 (2004)
- Journey to Silk Road (2005)